# Тумасян, Александр Александрович
Алекса́ндр Алекса́ндрович Тумася́н (15 октября 1992, Сочи, Россия) — армянский и российский футболист, полузащитник.

## Биография
Отец Александр Сергеевич — футбольный тренер, братья Денис и Сергей — футболисты.
Начинал карьеру в сочинской «Жемчужине», откуда перебрался в «Ростов», где под руководством своего отца играл за молодёжный состав. В 2013 году перешёл в финский «Яро», где не являлся игроком стартового состава, в основном выходил на замену. В феврале 2017 года перешёл в эстонский клуб «Инфонет».

### Сборная
В сборной Армении дебютировал 31 мая 2014 года в товарищеском матче против Алжира (1:3), заменив Артура Юспашяна на 73-й минуте.